# Sony Xperia L
Sony Xperia L (модельні номери — C2104, C2105) — смартфон із серії Sony Xperia, розроблений компанією Sony, анонсований 18 березня 2013 року і випущений у травні того ж року. Він був доступний у білому, чорному та червоному кольорах.

## Характеристики смартфону

### Апаратне забезпечення
Смартфон працює на базі двоядерного процесора Qualcomm Snapdragon S4 Plus (MSM8230), що працює із тактовою частотою 1 ГГц (архітектура ARMv7), і використовує графічний процесор Adreno 305 для обробки графіки. Пристрій також має 1 ГБ оперативної пам’яті стандарту LPDDR2 і внутрішню пам’ять об’ємом 8 ГБ (користувачеві доступно 5,8 Гб), eMMC 4.5, із можливістю розширення карткою microSDHC до 32 ГБ. Апарат оснащений 4,3-дюймовим (109,22 мм відповідно) екраном із розширенням 480 x 854 пікселів, тобто з щільністю пікселів на дюйм 228 ppi, що виконаний за технологією TFT. Основна камера — 8 Мп який може записувати відео HD 720p, в наявності ще є фронтальна камера, на 0,3 Мп яка спроможна на VGA. Дані передаються через роз'єм micro-USB, а із бездротових модулів підтримує Wi-Fi (802.11a/b/g/n), Bluetooth 4.0, DLNA, вбудована антена стандарту GPS. Весь апарат працює від Li-ion акумулятора ємністю 1750 мА·г, що може пропрацювати у режимі очікування 498 годин (20.8 дня), у режимі розмови — 8.5 години, і важить 137 грам. У нижній частині екрана є світлодіодний індикатор сповіщень.

### Програмне забезпечення
Смартфон Sony Xperia L постачався із встановленою Android 4.1 «Jelly Bean». Версія для телефонів Sony включає багато медіа-програм від них, таких як Walkman, Sony Music, Music Unlimited, Video Unlimited і Sony LIV. Декілька програм Google (наприклад, Google Chrome, Google Play, Google Now, Google Maps і Google Talk) уже попередньо завантажені. Пристрій сертифікований PlayStation Mobile. Оновлення Android 4.2.2 Jellybean було випущено в жовтні 2013 року для Xperia L, воно стало і останнім, оскільки оновлення до 4.4 «KitKat» Sony не випустила.

### AOSP (Android Open Source Project)
13 грудня 2013 року Sony Mobile Communications додала Sony Xperia L до своєї програми «AOSP для Xperia», на якій Sony заявила, що це перший пристрій із двоядерним процесором MSM8230 на 1 ГГц, для якого вони додали підтримку AOSP. Це дало змогу просунутим користувачам, тобто з розблокованими телефонами, створювати та прошити Android Kitkat (Android 4.4) на Xperia L. Хоча це програмне забезпечення не було призначене для щоденного використання. А також те, що це не оновлення програмного забезпечення від Sony. Це вихідний код і двійкові файли програмного забезпечення, необхідні для створення "стокового" Android.

### CyanogenMod
5 травня 2014 року FreeXperiaProject, спільнота, яка розробляє CyanogenMod для кількох пристроїв Sony Xperia, оголосила, що віднині вони офіційно підтримуватимуть Sony Xperia L. Зі збіркою FXP318 Xperia L (кодова назва: taoshan) була додана до списку пристроїв Xperia, які підтримує FXP. Збірка принесла CyanogenMod 11 до Xperia L. Пристрій має офіційну стабільну збірку CyanogenMod 12.1 і неофіційну збірку CyanogenMod 13, яка знаходилася в бета-версії.